# ماباروما
ماباروما هي مدينة تقع في غيانا وهي عاصمة منطقة باريما - وايني (8°11′60″شمالا، 59°46′60″غربا)، تقع قربا نهر أروكا والذي يشكل الحدود مع فنزويلا على هضبة صغيرة فوق الغابات الممطرة. عوضت مدينة موراوانا كعاصمة إقليمية بسبب كونها مهددة بالفيضانات . بني في ماباروما أول مدرسة ثانوية في المنطقة، وكان ذلك سنة 1965 .

## المناخ
يظهر الجدول التالي التغييرات المناخية على مدار السنة لماباروما:
| البيانات المناخية لـماباروما      | البيانات المناخية لـماباروما | البيانات المناخية لـماباروما | البيانات المناخية لـماباروما | البيانات المناخية لـماباروما | البيانات المناخية لـماباروما | البيانات المناخية لـماباروما | البيانات المناخية لـماباروما | البيانات المناخية لـماباروما | البيانات المناخية لـماباروما | البيانات المناخية لـماباروما | البيانات المناخية لـماباروما | البيانات المناخية لـماباروما | البيانات المناخية لـماباروما |
| الشهر                             | يناير                        | فبراير                       | مارس                         | أبريل                        | مايو                         | يونيو                        | يوليو                        | أغسطس                        | سبتمبر                       | أكتوبر                       | نوفمبر                       | ديسمبر                       | المعدل السنوي                |
| --------------------------------- | ---------------------------- | ---------------------------- | ---------------------------- | ---------------------------- | ---------------------------- | ---------------------------- | ---------------------------- | ---------------------------- | ---------------------------- | ---------------------------- | ---------------------------- | ---------------------------- | ---------------------------- |
| متوسط درجة الحرارة الكبرى °م (°ف) | 30 (86)                      | 30 (86)                      | 29 (85)                      | 31 (87)                      | 30 (86)                      | 29 (85)                      | 31 (88)                      | 32 (89)                      | 32 (89)                      | 32 (89)                      | 31 (88)                      | 29 (85)                      | 31 (87)                      |
| متوسط درجة الحرارة الصغرى °م (°ف) | 22 (71)                      | 21 (70)                      | 22 (71)                      | 22 (72)                      | 23 (73)                      | 22 (72)                      | 22 (72)                      | 22 (72)                      | 22 (72)                      | 23 (73)                      | 22 (72)                      | 22 (71)                      | 22 (72)                      |
| الهطول مم (إنش)                   | 210 (8.2)                    | 110 (4.2)                    | 120 (4.7)                    | 170 (6.8)                    | 310 (12.3)                   | 350 (13.6)                   | 340 (13.5)                   | 250 (9.7)                    | 200 (7.8)                    | 200 (7.9)                    | 220 (8.8)                    | 320 (12.5)                   | 2٬800 (110)                  |
| المصدر: Weatherbase               |                              |                              |                              |                              |                              |                              |                              |                              |                              |                              |                              |                              |                              |